# Доній Олександр Сергійович
Олекса́ндр (Оле́сь) Сергі́йович Доні́й (нар. 13 серпня 1969, Київ) — український журналіст, телеведучий, політик, громадський та культурний діяч. Народний депутат України 6-го та 7-го скликань. Голова Мистецького об'єднання «Остання барикада», голова Центру досліджень політичних цінностей. Автор та ведучий багатьох телевізійних програм про культуру та національну ідею. Автор концепції «25 сходинок до суспільного щастя».

## Життєпис

### Освіта
Загальноосвітня школа № 178, м. Київ (на даний час гімназія № 178). Історичний факультет Київського університету імені Тараса Шевченка (1986—1991). Історик.

### Родина
Народився 13 серпня 1969 року у Києві в родині економістів — Сергія Миколайовича (1945—1996) та Ольги Опанасівни (нар. 1947) Доній.
Був одружений з Тетяною Миколаївною Доній, викладачкою англійської мови романо-германського факультету КНУ ім. Шевченка. Вдруге одружений (дружина — Олена Юріївна Доній, начальник відділу кореспондентських відносин і торгового фінансування у комерційному банку) та виховують двох дітей (Яну та Олексія).

## Діяльність 1980-90-х років

### Студентський рух
Один із лідерів і організаторів студентського руху України (кінець 1980-х — початок 1990-х років).
У 1988 році запросив колишнього політв'язня Сергія Набоку від імені Українського культурологічного клубу провести спільний диспут в КДУ ім. Шевченка щодо «чорних плям» української історії, зокрема щодо Голодомору 1932—1933 років, за що мав бути виключений з Університету. В газеті «Київський університет» була опублікована стаття, в якій Донія звинувачували в «українському буржуазному націоналізмі». На захист Донія став його курс історичного факультету, зусиллями якого вдалося не допустити виключення.
Березень 1990—1991 — голова Київської організації Української студентської спілки (УСС), 1991—1992 — співголова УСС.
Жовтень 1990 року — організував та очолив широкомасштабну акцію студентського голодування, що призвела до відставки уряду Віталія Масола, яка отримала в подальшому назву «Студентська революція на граніті».
Восени 1990 року після відкриття кримінальної справи на учасників «Студентської революції на граніті» за захоплення Червоного корпусу Київського Державного Університету імені Т. Шевченка (стаття Кримінального Кодексу «захоплення державних споруд», від 3-х до 5-ти років ув'язнення) для захисту рядових членів організації написав заяву на ім'я прокурора м. Києва, що як керівник УСС м. Києва безпосередньо віддав наказ захопити Червоний корпус Університету та бере на себе всю відповідальність. Взимку 1991 року заарештований. Через протести мас-медіа, народних депутатів, багатьох громадських організацій кримінальну справу було припинено.
1990—1991 — заступник голови Народного Руху України, член Центрального проводу Народного Руху України.

### Політична та громадська діяльність 1990-х років
Депутат Київської міськради (1994—1998), заступник голови Комісії з гуманітарних питань (1995—1998).
1997—1998 — член правління партії «Реформи і порядок», голова Київської міської організації.
Голова об'єднання «Молода Україна» (з 1996), голова партії «Молода Україна» (1999).
Голова редакційної колеґії альманаху «Молода нація» (з 1996).
Член правління Міжнародного фонду «Відродження» (1997).
Голова ради директорів Міжнародного благодійного фонду «Смолоскип» (1997).
Член президії Національної ради Конгресу української інтелігенції, голова молодіжної комісії (1997).
Член правління Міжнародного фонду соціальної адаптації (1999)
Член президії Громадського комітету опору «За правду!» (з березня 2001).
Шеф-редактор літературно-мистецького часопису «Молода Україна» (2003).
Голова Центру екстремальної політики (2000).

## Політична діяльність
Кандидат у народні депутати України за округу № 6 (Київ) на виборах 17 березня 1991 року, посів № 2 серед 5 претендентів (24 % голосів), поступився Вітольду Фокіну (65 %). Кандидат у народні депутати за округом № 7 (Київ) на виборах 22 листопада 1992 року.
Депутат Київської міськради (1994—1998 рр.), заступник голови Комісії з гуманітарних питань (1995—1998).
1997—1998 рр.— член правління партії «Реформи та порядок», голова Київської міської організації.
Голова об'єднання «Молода Україна» (з 1996), голова партії «Молода Україна» (з квітня 1999) лідер «Молодої України» (з грудня 2000).
2005 р. Заступник керівника обласного виборчого штабу соціалістів у Львівській області.
Кандидат у народні депутати на чергових виборах до Верховної Ради 26 березня 2006 року у складі Соціалістичної партії України, № 99 у виборчому списку.
Народний депутат України VI скликання з 23 листопада 2007 до 12 грудня 2012 від Блоку «Наша Україна — Народна самооборона», № 37 в списку. Голова підкомітету з питань гуманітарної освіти, науки та інформатизації Комітету Верховної Ради з питань науки і освіти.
Під час бійки у Верховній Раді 27 квітня 2010 року, яка виникла через питання ратифікації Харківських угод Януковича-Мєдвєдєва отримав струс мозку внаслідок побиття п'ятьма депутатами Партії Регіонів.
У липні 2012 року рух Чесно оприлюднив дослідження «Чеснометр» щодо ефективності народних депутатів,, після чого депутат висловив невдоволення результатами, назвавши систему оцінювання «невідповідною».
2012 року був одним з організацій акцій на захист української мови («Мовний майдан»). Організував мітинг на вул. Грушевського, де лідери виступали з даху мікроавтобусу, очолюваного Донієм мистецького об'єднання «Остання барикада», який був імпровізованою сценою.
Народний депутат України VII скликання з 12 грудня 2012 року. Позафракційний. Переміг на виборах у мажоритарному одномандатному виборчому окрузі № 88 (Коломийщина-Городенківщина, Івано-Франківська область). Самовисуванець. Голова підкомітету з питань державної політики у сфері розвитку та використання мов Комітету Верховної Ради з питань культури і духовності.
Активний учасник Євромайдану та «Революції гідності». Після побиття громадських активістів під стелою в ніч з 29 на 30 листопада, зранку 30 листопада організував мітинг на Михайлівській площі. На той момент не було жодної апаратури та сцени, тому Доній організував проїзд мікроавтобусу «Останньої Барикади» з апаратурою та генератором. Мітинг був ним організований з пам'ятника княгині Ользі, на постаменті якого перед тим МО «Остання Барикада» кілька років поспіль проводила літературний фестиваль «Київська Барикада».
Під час Євромайдану («Революції гідності») як керівник Мистецького об'єднання «Остання Барикада» відповідав за організацію музичної сцени Майдану.
16 січня 2014 року проголосував за Державний бюджет 2014. Свої дії аргументував тим, що на його виборчий округ (Коломийщина-Городенківщина, Івано-Франківська область) .
18 лютого 2014 року налагодив систему виведення поранених майданівців з оточеного силами «Беркуту» та «титушками» «Будинку офіцерів».
20 лютого 2014 року першим серед народних депутатів з трибуни Верховної Ради запропонував проголосувати Акт про відсторонення Віктора Януковича з посади Президента. Був засвистаний депутатами від партії «Свобода».
Отримав струс мозку після «побиття» депутатами від ВО «Свобода» Леонтієм Мартинюком та Юрієм Сиротюком 23 лютого 2014 року, за словами Донія за те, що озвучив інформацію про те, що керівництво партії «Свобода» виступало проти усунення В.Януковича від влади..
27.02.2014 — 27.11.2014 — уповноважений представник депутатської групи «Суверенна європейська Україна». Ця група включала в себе 36 депутатів, більшість з яких були членами Партії Регіонів.
Навесні 2014 року створив та очолив Інформаційний Центр протидії сепаратизму «Наша земля». Організував випуск газет російською мовою проти російської агресії: «Наш Крым», «Наша Одесса», «Наш Донецк», «Наш Луганск». Особисто їздив в Крим (Сімферополь, Севастополь), Одесу, Харків для протидії колаборантам та російським окупантам.
Кандидат у народні депутати на позачергових виборах до Верховної Ради 26 жовтня 2014 року у мажоритарному одномандатному виборчому окрузі № 88 (Коломийщина-Городенківщина, Івано-Франківська область). Самовисуванець. Отримав 16 % голосів, поступився Юрію Тимошенку — 29,32 %
Кандидат у народні депутати на позачергових виборах до Верховної Ради 21 липня 2019 року у складі партії Рух нових сил Михайла Саакашвілі, № 3 у списку.

### Політичний експерт
Бере участь у різноманітних телепрограмах та ютуб-проектах як політичний експерт.
Організовує експертні круглі столи і Форуми: Національний круглий стіл, 2021 р, Київ, Харків, Острог, Одеса, Чернівці, Полтава, Кривий Ріг
Форум лідерів суспільної думки, Київ,2022,
Форум майбутнього, Київ, 2023
Серія круглих столів «Шлях до перемоги», Київ, 2023

## Громадська діяльність

### Мистецьке об'єднання «Остання Барикада»
Засноване у 2006 році Мистецьке об'єднання «Остання Барикада» бере свій початок від однойменного артклуби, які Олесь Доній організував у Києві (2001—2003) та Харкові (2005—2007). Артклуби «Остання Барикада» були першими україномовними артклубами у Києві та Харкові. Всі мистецькі заходи в «Останніх Барикадах» проводилися українською мовою. На вхідних дверях у клуби висіли таблички «У нас розмовляють українською».
Об'єднання «Остання Барикада» відоме численними фестивалями та мистецькими проектами, зокрема:
- Фестиваль вертепів «Карпатія» (з 2007; м. Івано-Франківськ, м. Яремча, м. Коломия, м. Київ);
- Музично-літературний андеграундовий фестиваль «День Незалежності з Махном» (2006—2009; м. Гуляйполе, Запорізька область);
- Літературно-мистецький фестиваль «Київська Барикада» (з 2007; м. Київ);
- Фестиваль сучасного мистецтва «Харківська Барикада» (з 2007; м. Харків);
- Літературно-мистецький фестиваль «Барикада на Тузлі» (2008; АР Крим: м. Сімферополь, м. Керч, острів-коса Тузла);
- Фестиваль повстанської і патріотичної пісні «Покрова» (2008; м. Київ);
- Фестиваль повстанської і патріотичної пісні «Гайдамака.UA» (2010 року) м. Ірпінь, Київська область.

### Центр досліджень політичних цінностей
Місією організації є захист інтересів українців шляхом сприяння розвитку та поширенню в Україні досліджень у галузі політичних наук та політичної філософії, а також теоретичному та прикладному аналізу державної політики.
- Участь у проведенні наукових досліджень у галузі політичних наук;
- Участь в організації та проведенні різноманітних видів дискусій;
- Сприяння налагодженню комунікації між науковцями та експертами в регіонах України та сприяння спільним науковим дослідженням і аналітичним проєктам;
- Сприяння об'єднанню зусиль науковців і експертів з галузі політичних наук а всіх зацікавлених установ і організацій для розвитку в Україні політичних наук та аналізу політики

### Всеукраїнський комітет захисту української мови
Об'єднання представників української творчої інтелігенції, політиків, юристів, громадських діячів з метою захисту української мови, що його було засновано 27 червня 2012 року. Про заснування комітету було оголошено під час пресової конференції в УНІАН.
Доній написав Маніфест «Всеукраїнського комітету на захист української мови» та склав «Список 300», діячів культури, науки, освіти, які погодилися увійти до Комітету.
Ініціаторами створення «Всеукраїнського комітету на захист української мови» стали народні депутати Олесь Доній, Юрій Стець, письменники Василь Шкляр, Дмитро Капранов та правозахисники Левко Лук'яненко, Степан Хмара, Василь Овсієнко, народна артистка України Ніна Матвієнко.

### Телеведучий, журналіст
- «Остання Барикада» — програма про культуру. "Центральний канал» (КДРТРК) — автор та ведучий. Програма виходить щовівторка о 19:00, повтор щосереди о 05:00, 12:30 та 00:00[22].
- «Ідейний вибір» — програма присвячена українській ідеї. Каналі «3s.tv» (Студія Савіка Шустера) — автор та ведучий. (До закриття каналу «3s.tv» вийшло 25 випусків програми[23].
- «Музична обойма» — хіт-парад українських відеокліпів. "Центральний канал» (КДРТРК) — продюсер. Програма виходила щосуботи о 20:30.
- «Цивілізація» — авторська програма Олександра Донія, яка базується на концепції «25 сходинок до суспільного щастя». Виходить на youtube-каналі SKRYPIN.UA[24].

### Видані книги та музичні альбоми
- Костянтин Дорошенко . «За київським часом» (передмова Олеся Донія).— Львів: ТОВ «Видавництво Анетти Антоненко». 2023. — 512 с. — ISBN 978-617-553-029-0
- Сковорода і Ми-Київ: Саіт-Книга, 2022
- Українська мрія.25 сходинок до суспільного щастя- Київ: Саміт-Книга, 2022
- Культура діалогу(упорядник)-Харків: Фоліо, 2021
- Трансформація української національної ідеї (упорядник). — Київ : Наш Формат, 2019.
- Студентська революція на граніті. — Київ : Смолоскип, 1995.
- Покоління оксамитової революції. Як нам дожити до 2009 року? — Київ: Смолоскип], 1999.
- Історія УСС мовою документів і фактів (1989—1999). — Київ: Смолоскип, 1999 (співавтор О. М. Синельников).
- Спроба бунту. — Київ: Смолоскип, 2002.
- Пісні «Калєкції». — Харків: Майдан, 2002.
- Музичний альбом «Молода Україна Forever» (Олесь Доній і гурт «Калєкція»).
- Аудіозбірка «Юрко Покальчук та друзі». До збірки увійшли вірші, які читають друзі Пако та Барикади під музичний супровід.
- Аудіозбірка повстанської та патріотичної пісні «Остання Барикада». Складається із 4-х: бойовий, ліричний, модерний, жартівливий.
- Аудіозбірка «Музична сотня. Майдан». Складається з 4-х частин: грудень. січень, лютий, березень.